# Regeringsmedlem
Regeringsmedlem (russisk: Член правительства) er en sovjetisk film fra 1939 af Iosif Chejfits og Aleksandr Sarchi.

## Medvirkende
- Vera Maretskaja som Aleksandra Sokolova
- Vasilij Vanin som Jefim Sokolov
- Nikolaj Krjutjkov som Nikita Sokolov
- Ivan Nazarov som Fedot Krivosjejev
- Valentina Telegina som Panja